# 天堂之日
《天堂之日》（英語：Days of Heaven）是一部1978年的美國電影，由泰倫斯·馬利克執導兼編劇，这是他執导的第二部长片。然而在本片完成後，直到他的下一部作品《紅色警戒》出現卻相隔了20年。
电影一上映就获得大量好评，虽然商业上没有获得很大的成功，但却赢得了奥斯卡最佳摄影奖，此外还获得三项奥斯卡提名。而在1979年的坎城影展中，導演泰倫斯·馬利克則榮獲最佳導演獎。

## 剧情大綱
1916年，農场工人比尔（李察·基尔饰）因打架而被炒鱿鱼，和女友艾比（布鲁克·亚当斯饰）、妹妹琳达（琳達·曼茲飾）离开芝加哥，到德州大草原区割麦子为生。
比尔和艾比偽裝成兄妹，但农场主人查克（山姆·夏普德饰）也爱上了艾比。查克发现自己身患绝症，而比爾为了获得查克的财富，讓艾比嫁给查克。
艾比和查克日久生情，但仍和比尔维持关系。妒火攻心的查克试图枪杀比尔，反遭比爾刺死。東窗事發後，比尔雖試圖帶著艾比與琳達逃离牧场，但比尔在遭到追捕的過程中被警察所射殺。
艾比將琳達送進孤兒院裡安頓後離去。但在當天夜裡，琳達就與朋友一起逃走了，踏上未知的旅程。

## 外部連結
- 開眼電影網上《天堂之日》的資料（繁體中文）
- 豆瓣电影上《天堂之日》的資料 （简体中文）
- 时光网上《天堂之日》的資料（简体中文）
- AllMovie上《天堂之日》的资料（英文）
- 爛番茄上《天堂之日》的資料（英文）
- Box Office Mojo上《天堂之日》的資料（英文）
- TCM电影资料库上《天堂之日》的资料（英文）
- Metacritic上《天堂之日》的資料（英文）
- 互联网电影数据库（IMDb）上《天堂之日》的资料（英文）